# Duwbak Linda

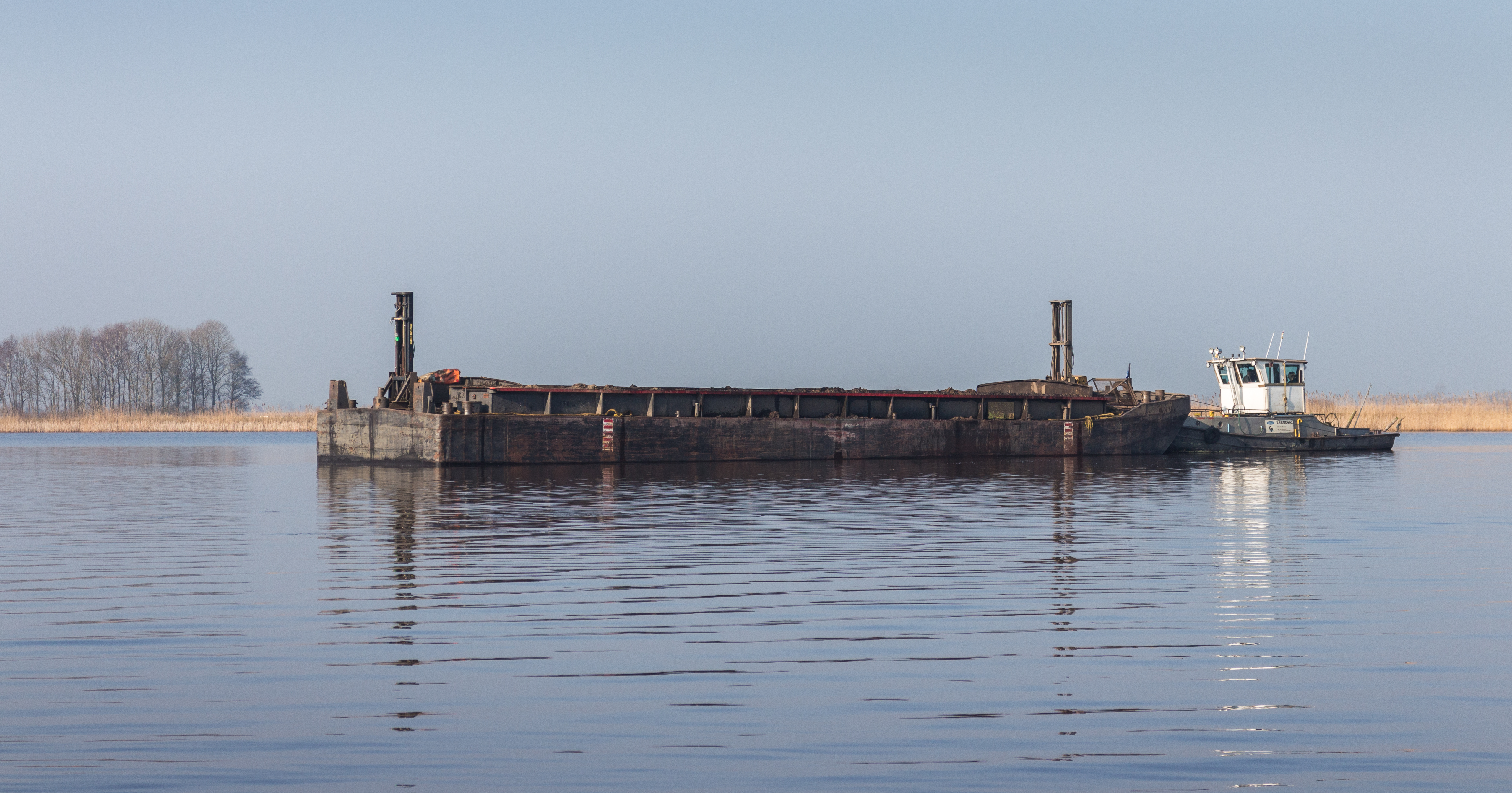
Een duwboot achter een baggerbak met spudpalen

Duwbak Linda (HR 7 mei 2004, NJ 2006/281) is een arrest van de Nederlandse Hoge Raad. Het gaat over de relativiteit van het beschermd belang als de staat wordt aangesproken op onrechtmatige (overheids-)daad.

## Aanleiding
In een grintput aan de Maas zijn in april 1993 's nachts een duwbak genaamd "Linda" en een baggerschip gekapseisd. Nog twee schepen liepen schade op. Dit kwam door de slechte staat waarin de  duwbak verkeerde. Door het ernstig verroesten van de bodemplaten van het schip (het vlak) was lekkage opgetreden.
De duwbak was februari 1992 gekeurd door een deskundige, waarop de Staat een Certificaat van onderzoek had afgegeven met een geldigheid van 7 jaar. Het baggerbedrijf stelt de Nederlandse Staat aansprakelijk, alsmede de deskundigen die de keuring hebben verricht. De eis is gebaseerd op onrechtmatige daad; de staat heeft een certificaat afgegeven in strijd met de eigen regelgeving.

## Procesgang
Er zijn verschillende eisers die schade hebben geleden door het ongeval. Aan de andere kant stonden de Nederlandse Staat en een aantal betrokken deskundigen. De vordering van eisers is door de rechtbank afgewezen. Dit vonnis is in hoger beroep door het hof bekrachtigd. Het cassatieberoep is verworpen.

## Hoge Raad
De Hoge Raad heeft geoordeeld dat er niet is voldaan aan het relativiteitsvereiste. Hij oordeelt dat het overtreden veiligheidsreglement (ROSR) de veiligheid van het scheepvaartverkeer in algemene zin bevordert. Dit betekent dat het reglement niet de bescherming van het individueel vermogensbelang van derden, die schade lijden door een onvoldoende zorgvuldig gekeurd schip, als doel heeft. De Hoge Raad wijst erop dat uiteindelijk de eigenaar verantwoordelijk is voor de deugdelijkheid van het schip. Dat de staat in het algemeen verantwoordelijk is voor een veilig scheepvaartverkeer betekent niet, dat een onbeperkte groep van derden beschermd wordt tegen de schade, die kan ontstaan doordat bij de keuring de onveiligheid van een schip niet is gebleken.

## Relevantie
Dit arrest betreft het relativiteitsbeginsel als de staat wordt aangesproken op onrechtmatige (overheids)daad. Bij aansprakelijkheid van de overheid speelt het relativiteitsbeginsel een grote rol.